# Campeonato nacional de Estados Unidos 1944
Lista de los campeones del Campeonato nacional de Estados Unidos de 1944:

## Senior

### Individuales masculinos
Frank Parker vence a  William Talbert, 6–4, 3–6, 6–3, 6–3

### Individuales femeninos
Pauline Betz Addie vence a  Margaret Osborne duPont, 6–3, 8–6

### Dobles masculinos
Don McNeill /  Bob Falkenburg vencen a  Bill Talbert /  Pancho Segura, 7–5, 6–4, 3–6, 6–1

### Dobles femeninos
Louise Brough /  Margaret Osborne vencen a  Pauline Betz /  Doris Hart, 4–6, 6–4, 6–3

### Dobles mixto
Margaret Osborne /  Bill Talbert vencen a  Dorothy Bundy /  Don McNeill, 6–2, 6–3
| Predecesor: 1943 | Campeonato nacional de Estados Unidos 1944 | Sucesor: 1945 |
| Predecesor: -    | Grand Slam 1944                            | Sucesor: -    |

- Datos: Q2410482